# Троицкий (Нижнекамский район)
 Троицкий  — посёлок в Нижнекамском районе Татарстана. Входит в состав Сосновского сельского поселения.

## География
Находится в центральной части Татарстана на расстоянии приблизительно 54 км по прямой на юго-запад от районного центра города Нижнекамск на речке Кичуй.

## История
Основан в 1920-х годах.

## Население
Постоянных жителей было: в 1926—399, в 1949—448, в 1958—419, в 1970—289, в 1979—220, в 1989—147, в 2002 − 100 (татары 55 %), 93 в 2010.